# Alexandra Bernhardt
Alexandra Bernhardt (* 1974 in Bayern) ist eine in Österreich lebende deutsche Philosophin, Lyrikerin, Schriftstellerin, Übersetzerin, Herausgeberin und Verlegerin.

## Leben und Werk
Alexandra Bernhardt studierte Philosophie, Komparatistik, Gräzistik und Orientalistik in München und Wien. 2007 spondierte sie bei Peter Kampits an der Universität Wien mit einer Arbeit über den „Personbegriff aus teleologischer Perspektive“.
Sie schreibt Lyrik und Prosa und übersetzt Lyrik u. a. aus dem Isländischen, dem Polnischen und dem Katalanischen. Ihre eigenen Gedichte wurden u. a. ins Dänische, Französische, Niederländische und ins amerikanische Englisch übertragen. Einige ihrer Gedichte wurden vertont. Als Herausgeberin verantwortet Bernhardt u. a. seit 2019 das Jahrbuch österreichischer Lyrik. Unter dem Pseudonym Oskar Seltsam verfasst sie außerdem Gedichte für Kinder.
Im Frühjahr 2020 gründete sie den Independent-Verlag Edition Melos, dessen Programmschwerpunkt auf zeitgenössischer, vor allem deutschsprachiger Lyrik liegt.
2022 war sie für den Lyrikpreis Meran nominiert und gewann dort mit dem Medienpreis der RAI Südtirol den 3. Preis.
Alexandra Bernhardt lebt seit 2002 in Wien.

## Auszeichnungen (Auswahl)
- 2020: Arbeitsstipendium der Stadt Wien Kultur[15]
- 2021: Wiener Literatur Stipendium[16][17]
- 2022: Medienpreis der RAI Südtirol beim Lyrikpreis Meran
- 2023: Projektstipendium Literatur der Stadt Wien Kultur
- 2024: Arbeitsstipendium für Literatur des Bundesministeriums für Kunst, Kultur, öffentlichen Dienst und Sport

## Werke (Auswahl)

### Monographien
- Et in Arcadia ego. Gedichte. Sisyphus, Klagenfurt 2017, ISBN 978-3-903125-09-4.
- Hinterwelt oder Aus einem Spiegelkabinett. Erzählungen. Sisyphus, Klagenfurt 2018, ISBN 978-3-903125-31-5.
- Weiße Salamander. Gedichte. edition offenes feld, Dortmund 2020, ISBN 978-3-7504-9335-3.
- Europaia. Gedichte. Sisyphus, Klagenfurt 2021, ISBN 978-3-903125-57-5.
- Schwellenzeit. Von Honig und Mohn. Edition Melos, Wien 2022, ISBN 978-3-9505384-3-4.
- Zoon poietikon. Gedichte. Sisyphus, Klagenfurt 2024, ISBN 978-3-903125-86-5.
- capvt mvndi. Gedichte. Edition Melos, Wien 2025, ISBN 978-3-9505758-4-2.

### Herausgeberschaften
- Jahrbuch österreichischer Lyrik 2019. Sisyphus, Klagenfurt 2019, ISBN 978-3-903125-39-1.
- Jahrbuch österreichischer Lyrik 2020/21. Edition Melos, Wien 2021, ISBN 978-3-9519842-6-1.
- Drei. Hasenbichler, Alfred, Hintermayer. Junge Lyrik aus Österreich. Mit einem Vorwort von Sophie Reyer. Edition Melos, Wien 2022, ISBN 978-3-9505056-6-5.
- Jahrbuch österreichischer Lyrik 2022/23. Edition Melos, Wien 2023, ISBN 978-3-9505384-4-1.